# Hyposmocoma metrosiderella
Hyposmocoma metrosiderella — вид моли эндемичного гавайского рода Hyposmocoma.

## Распространение
Встречается на острове Кауаи в районах Халеману и Кахолуамано. Обитает на высоте 1300 м над уровнем моря.

## Гусеница
Гусеница питается растениями рода Метросидерос (Metrosideros) . Кокон грубый, с вкраплениями помёта гусеницы, вход открыт. Несколько сплющен, кошелькообразный, середина расширена, на концах сужается, тёмно-коричневого цвета.